# Gare de Champigny
Ne doit pas être confondu avec Gare des Boullereaux-Champigny ou Gare de Villiers - Champigny - Bry.
La gare de Champigny est une gare ferroviaire française des lignes de Paris-Bastille à Marles-en-Brie et de la Grande ceinture, située dans le quartier de Champignol de la commune de Saint-Maur-des-Fossés, à proximité de Champigny-sur-Marne, dans le département du Val-de-Marne, en région Île-de-France.

## Histoire
La gare de Champigny se situe sur la ligne de Grande Ceinture où un service de voyageurs est assuré à partir du 16 juillet 1877, avec l'ouverture de la section de Noisy-le-Sec à Juvisy, jusqu'au 1er décembre 1939, quand cesse le trafic sur la section comprise entre Nogent - Le Perreux et Champigny-sur-Marne.
L'actuelle gare du RER ouvre en 1969. Elle doit son nom à la proximité du boulevard de Champigny (route départementale D30) et pour l'accès à la ville de Champigny-sur-Marne. 
En 2021, selon les estimations de la RATP, 2 833 616 voyageurs sont entrés dans cette gare.

## Service des voyageurs

### Accès
La gare dispose de trois accès : 
- l'accès no 1 « place de la Gare » ;
- l'accès no 2 « rue La Fayette » ;
- l'accès no 3 « avenue Pierre Semard ».

Accès à la gare
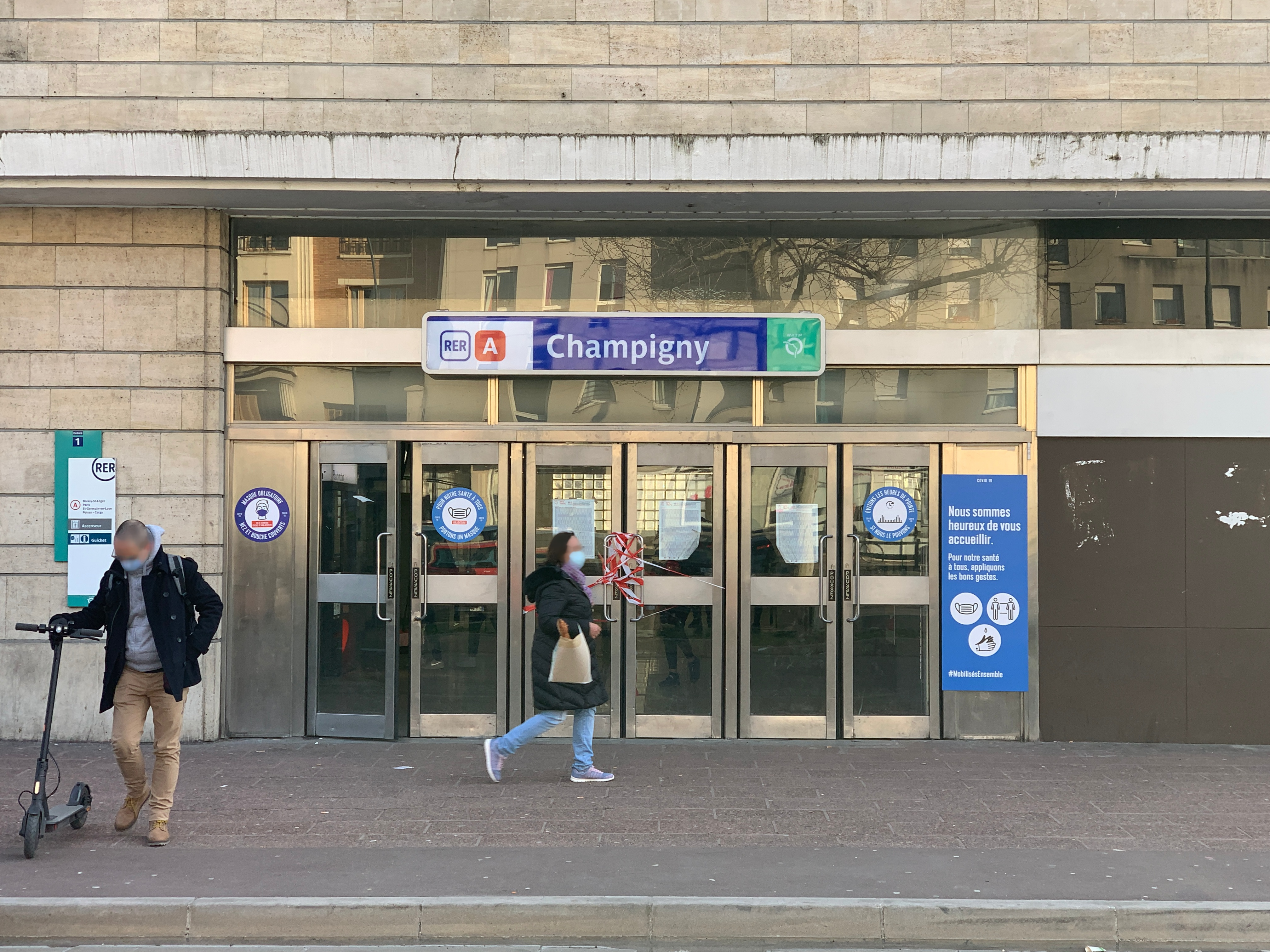
L'accès no 1 « Place de la Gare ».
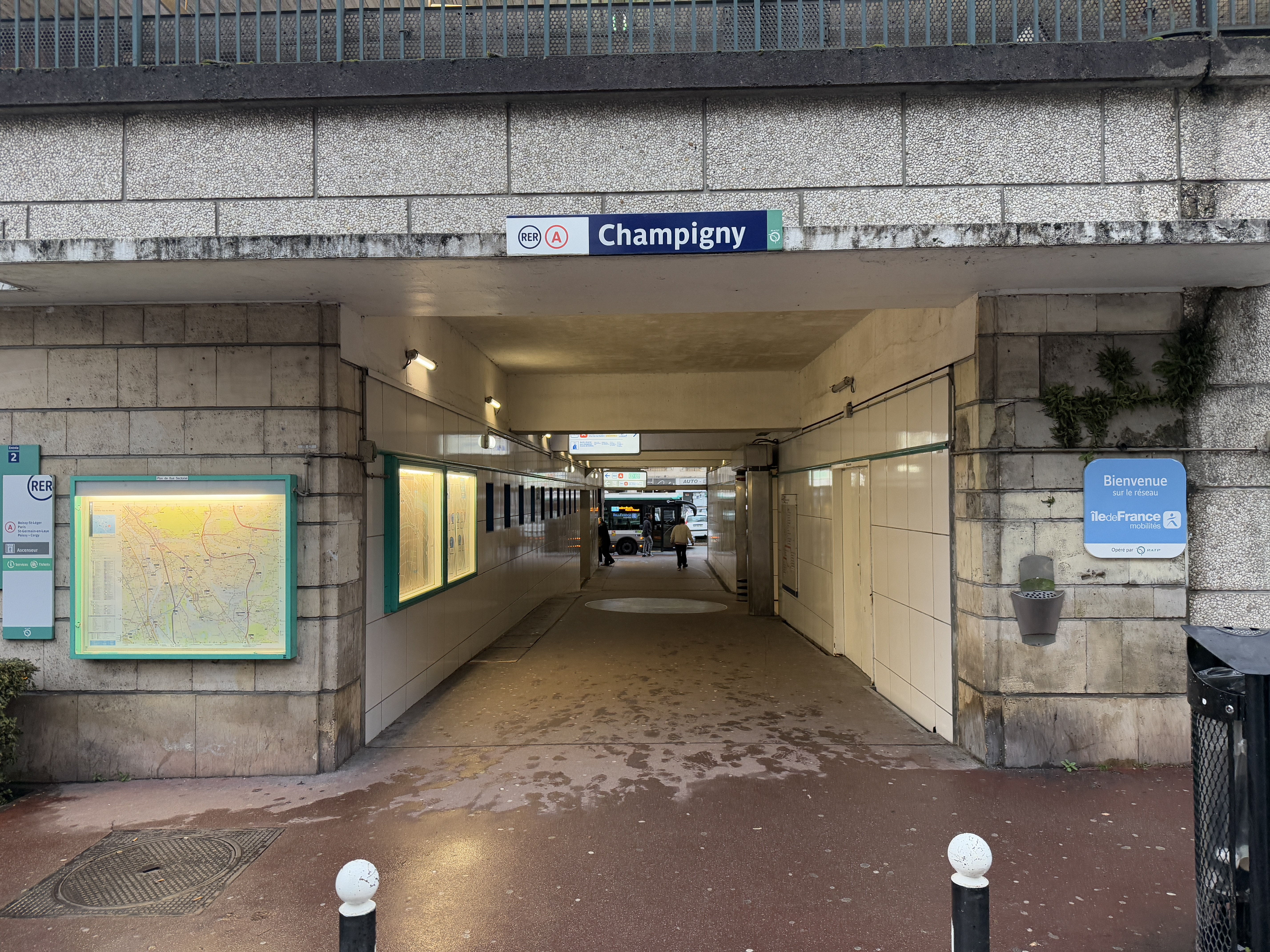
L'accès no 2 « Rue La Fayette ».
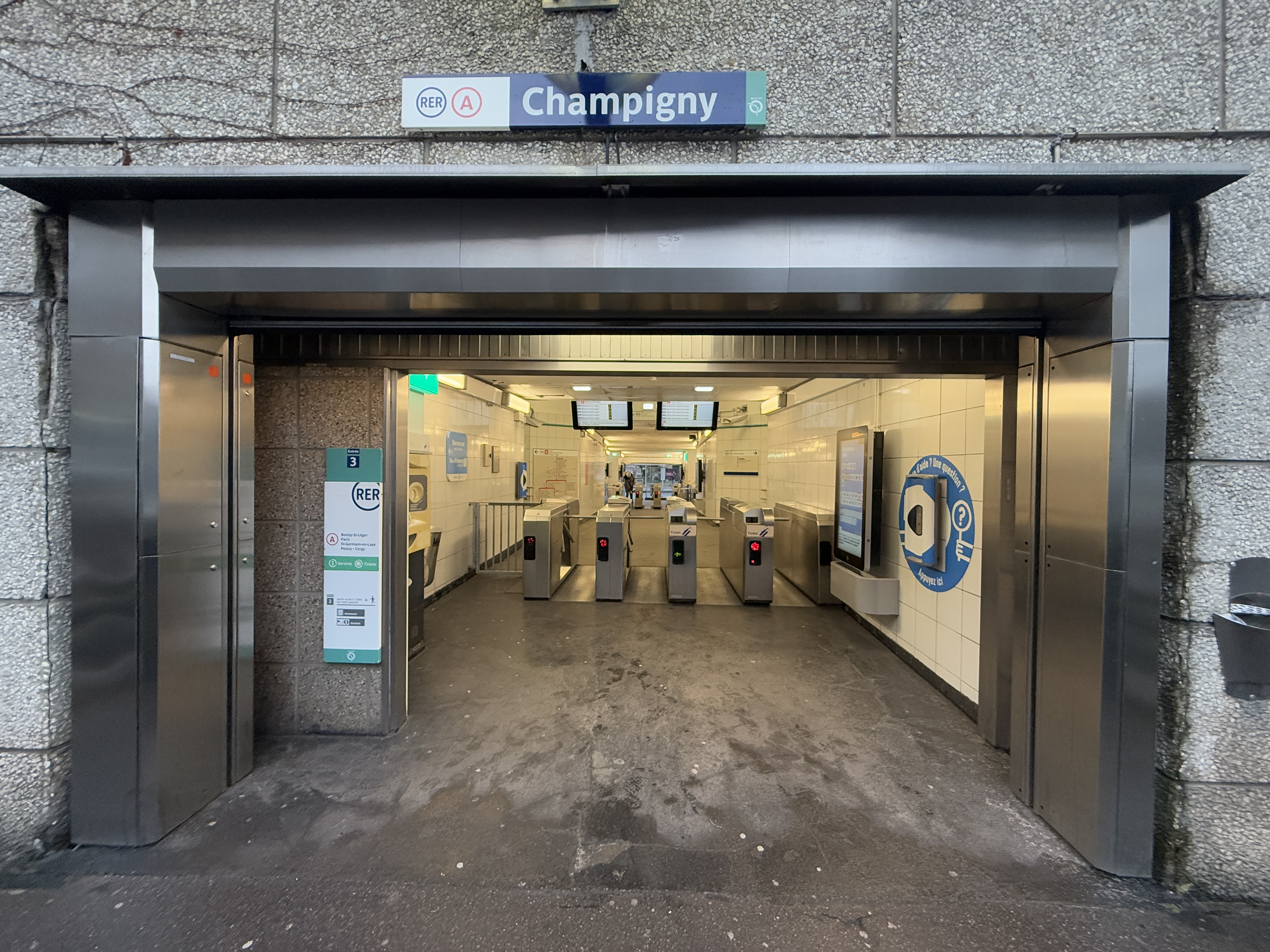
L'accès no 3 « Avenue Pierre Semard ».
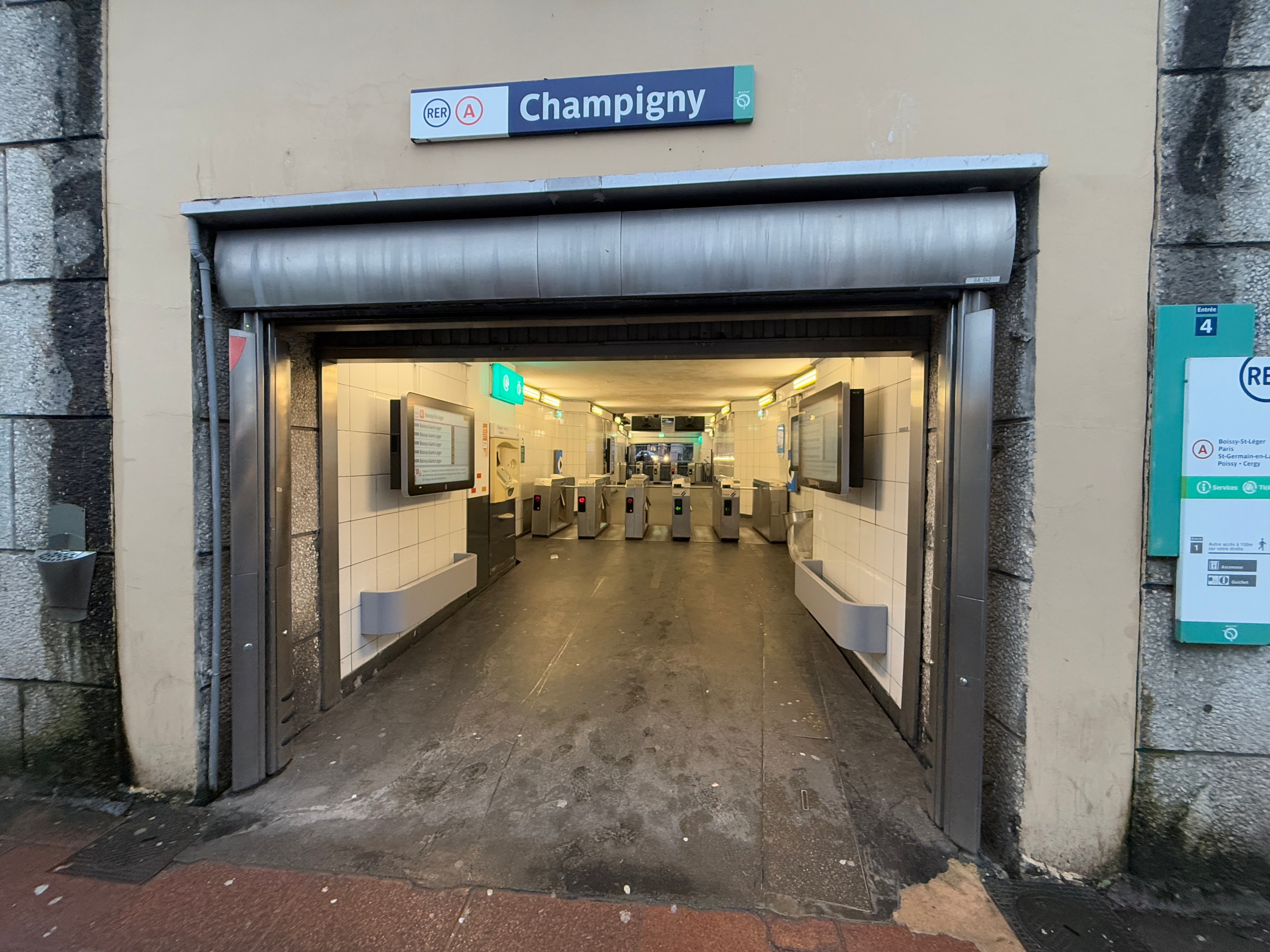
L'accès no 4.

### Desserte

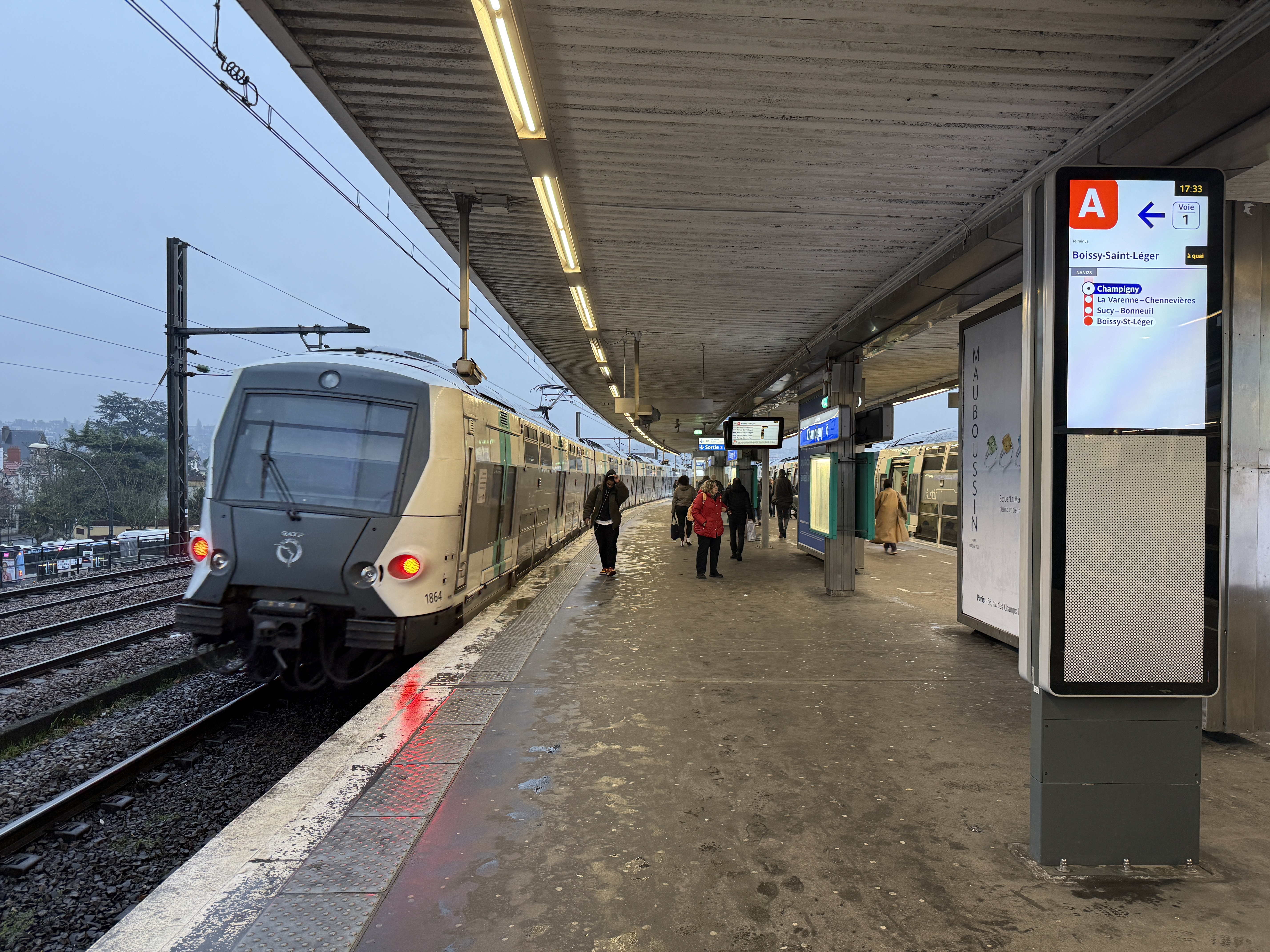
Une rame en direction de la gare de Boissy-Saint-Léger.

Elle est desservie par les trains de la ligne A du RER parcourant la branche A2 de Boissy-Saint-Léger.
Depuis le 10 décembre 2017, la desserte de Champigny - Saint-Maur a été modifiée en direction de la banlieue, Boissy-Saint-Léger, et vers Paris.
Aux heures creuses, il y a :
- un train toutes les huit à douze minutes du lundi au vendredi (en provenance et à destination de Cergy-le-Haut) ;
- un train toutes les dix minutes le week-end et les jours fériés (en provenance et à destination de Saint-Germain-en-Laye) ;
- un train toutes les quinze minutes en été[4] (en provenance et à destination de Cergy-le-Haut ou de Poissy).

Aux heures de pointe, la desserte est modifiée avec :
- un train toutes les quatre à sept minutes, soit dix trains par heure, au lieu de douze trains auparavant, en période scolaire ;
- un train toutes les six minutes en été et pendant les vacances de fin d'année[4], au lieu d'un train toutes les six minutes en moyenne, soit dix trains par heure auparavant[5].

Vers Paris, aux heures de pointe, les trains sont à destination de Cergy-le-Haut ou de Poissy. Auparavant, côté banlieue, la gare de Champigny était desservie avec douze trains en période scolaire et dix trains en été et vacances de fin d'année, dont la moitié des trains avait pour terminus La Varenne - Chennevières. Depuis le 10 décembre 2017, les dix trains par heure en direction de la banlieue, ont pour terminus Boissy-Saint-Léger.
Tous les jours, en soirée, il y a un train toutes les quinze minutes. Les trains sont en provenance et à destination de Cergy-le-Haut ou de Poissy, du lundi au vendredi ; le week-end et les jours fériés, les trains sont en provenance et à destination de Saint-Germain-en-Laye.

### Intermodalité

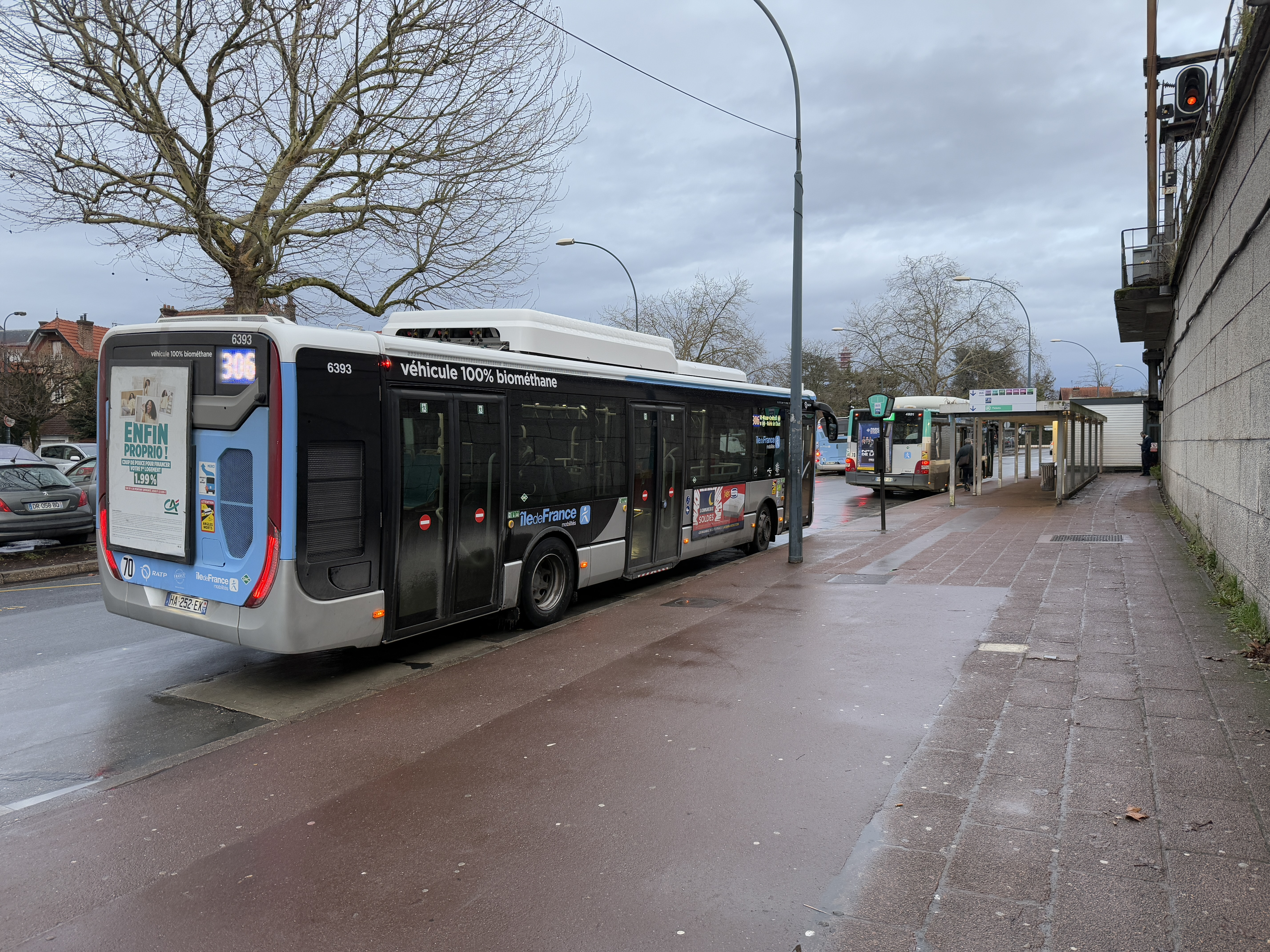
La gare routière sur la place de la Gare.

La gare est desservie par les lignes 111, 116, 117, 208a, 208b, 208s et 306 du réseau de bus RATP, par la ligne 437 du réseau de bus Marne et Seine et, la nuit, par la ligne N35 du réseau de bus Noctilien.